# Bernard Stjepanović
Bernard Stjepanović, slovenski nogometaš, * 22. december 1988.
Stjepanović je nekdanji profesionalni nogometaš, ki je igral na položaju vezista. V svoji karieri je igral za slovenska kluba Triglav Kranj in Šenčur ter ob koncu kariere za avstrijski Obdach. Skupno je v prvi slovenski ligi odigral 62 tekem in dosegel šest golov, v drugi slovenski ligi pa 60 tekem in en gol.